# Skydrol
Skydrol ist eine unbrennbare Hydraulikflüssigkeit, die im Luftfahrtbereich eingesetzt wird. Es besteht aus einem Phosphat-Ester, mit je nach Verwendungsbereich unterschiedlichen Zusätzen, welche Korrosions- und Erosionsschäden an den Ventilen verhindern. Zur Unterscheidung von anderen Flüssigkeiten ist Skydrol purpur oder blau eingefärbt.

## Entwicklung und Einsatz
In den späten 1940er Jahren wurde Skydrol gemeinsam von Douglas und Monsanto entwickelt. Die erste Verwendung von Skydrol 7000 – damals grün eingefärbt – war in Flugzeugen des Typs Douglas DC-6 und Douglas DC-7.
Mit der Entwicklung von Flugzeugen, die höher flogen, mussten kälteresistente Varianten gefunden werden. Skydrol 500B (purpur gefärbt) wird in der zivilen Luftfahrt nun am häufigsten verwendet.

## Sicherheit
Befindet sich die Flüssigkeit im Hydrauliksystem eines Flugzeuges, muss die Säurezahl (nicht der pH-Wert) und die Kontaminierung mit Partikeln regelmäßig überprüft werden. Skydrol reizt die Augen und die Haut sehr stark, es müssen Handschuhe und Schutzbrillen getragen werden.
Skydrol weicht viele Kunststoffe, Farben und Klebstoffe auf. Daher mussten spezielle Dichtungen entwickelt werden, die üblicherweise aus Ethylen-Propylen-Dien-Kautschuk (EPDM) oder Polytetrafluorethylen (PTFE) bestehen.